# 1150

## Esdeveniments
- 18 d'agost - Vimbodí (la Conca de Barberà): Ramon Berenguer IV hi fa donació d'uns terrenys per a construir-hi el monestir de Poblet.[1]
- Ramón Berenguer IV atorga a la ciutat de Lleida la Carta de Poblament.
- Destrucció de Tula, que posa fi a l'imperi tolteca
- Fundació de la Universitat de París (la Sorbona)
- Ús dels primers coets recreatius a la Xina[2]

## Naixements
- Enric IV del Sacre Imperi Romanogermànic

## Necrològiques
- Roger I Trencavell, vescomte d'Albi, Agde, Besiers, Carcassona, Nimes i Rasès.[3]